# Януш Лукашевський
Януш Лукашевський (пол. Janusz Łukaszewski) (30 березня 1935) — польський дипломат. Консул Республіки Польща у Львові (1990—1991).

## Життєпис
Народився 30 березня 1935 року на «східних кресах». Закінчив юридичний факультет Лодзького університету.
У 1965—1960 рр. — працював у державних установах, органах місцевого самоврядування, а також у банківській сфері, як ревізор та юрисконсульт. У той же період був також директором Будинку Творчості у Лодзі, а також імпресаріо піаніста Едвіна Ковалика. З ним мав турне по США і Канаді.
У 1979 році — спецслужби унеможливили йому виїзд на докторантську стипендію від Кафедри фінансового права УЛ, вимагаючи від нього співпраці з органами за видачу закордонного паспорта.
У 1980 році — був консультантом незалежного профспілкового руху «Солідарність» у лодзькому воєводстві, пізніше його штатним працівником — до запровадження воєнного стану. Під час воєнного стану перебував у США, де отримав політичний притулок і право на проживання.
Працював дорожнім робітником у Нью-Йорку, а потім — адвокатом у престижній канцелярії «Вілла Салеські» на Манхеттені. Одночасно, з 1981 до 1985 року співпрацював з польськими нелегальними організаціями.
У 1987—1988 рр. — юрисконсульт Сільськогосподарського фонду при верховному архієпископу Польщі.
З січня 1990 року на дипломатичній роботі в Міністерстві закордонних справ Польщі.
У 1990—1991 рр. — керівник Консульського агентства у Львові.
У 1991—1994 рр. — консул Генерального консульства в Чикаго.

## Нагороди та відзнаки
- Двічі нагороджений Хрестом ІІ Оборони Львова «Semper Fidelis».
- Товариством ветеранів польської армії на Заході хрестом «Галлерівські мечі», за особливі заслуги перед цим товариством.
- Медаль «Pro Patria» (2012) — за заслуги перед Батьківщиною та видатні заслуги перед Союзом солідарності польських ветеранів.